# Koningin Elisabethwedstrijd 2010 (voor piano)
De Koningin Elisabethwedstrijd 2010 (voor piano) is de 16e wedstrijd voor piano van de Koningin Elisabethwedstrijd, en vond plaats van 3 tot 29 mei 2010. Net zoals in recente vorige edities selecteerde men de deelnemers aan de hand van een ingezonden dvd-opname.
Volgens huidig juryvoorzitter Arie Van Lysebeth zal in een debriefing de editie van 2009 (voor viool) geëvalueerd worden en mogelijk zal het reglement aangepast worden. Bovendien wordt er geen jaar meer overgeslagen, want volgens de voorheen gangbare volgorde zou er in 2010 geen concours (voor piano) geweest zijn, doch pas in 2011.
De volgende wedstrijd voor piano vond plaats in 2013.

## Voorronde
In de voorronde wisten de Belgen John Gevaert (broer van Kim Gevaert), Stephanie Poot en Nicolas Franco zich te plaatsen. Zij plaatsten zich evenwel niet voor de halve finale. Er waren 62 kandidaten die elk 20 minuten kregen om de jury te overtuigen van hun muzikaal talent. Naast een prelude en een fuga van J.S. Bach mochten ze elk twee etudes en een werk naar keuze brengen.
Door het gewijzigd wedstrijdreglement was er veel variatie in de gekozen muziekstukken waardoor ook werk van componisten als Olivier Messiaen, György Ligeti en Alexander Skrjabin uitgevoerd werd.
Uit de kandidaten koos de jury de volgende 24 halvefinalisten. Ze kwamen uit tien verschillende landen. Zuid-Korea, Rusland en de Verenigde Staten waren het beste vertegenwoordigd.
- Veronika Böhmová, Tsjechië
- Evgeni Bozhanov, Bulgarije
- Christopher Falzone, Verenigde Staten
- Yury Favorin, Rusland
- Claire Huangci, Verenigde Staten
- Sean Kennard, Verenigde Staten

- Da Sol Kim, Zuid-Korea
- Kyu Yeon Kim, Z-Korea
- Tae-Hyung Kim, Z-Korea
- Denis Kozhukhin, Rusland
- Olga Kozlova, Rusland
- Hitomi Maeyama, Japan

- Hannes Minnaar, Nederland
- Varvara Nepomnyashchaya, Rusland
- Andrejs Osokins, Letland
- Jong-Hai Park, Z-Korea
- Anna Petrova, Bulgarije
- Takashi Sato, Japan

- Yekwon Sunwoo, Z-Korea
- Chetan Tierra, Verenigde Staten
- Sofia Vasheruk, Rusland
- Marie Vermeulin, Frankrijk
- Anna Volovitch, Rusland
- Yunqing Zhou, China

## Halve finale
De halve finale vond plaats van 10 tot 15 mei 2010 in het Brussels Koninklijk Conservatorium. Elke halvefinalist moest een concerto spelen van Wolfgang Amadeus Mozart begeleid door het Orchestre Royal de Chambre de Wallonie o.l.v. Paul Goodwin, en een recital. Voor het recital dat ongeveer een 50 minuten duurt, bereidde elke kandidaat het voor deze wedstrijd geschreven verplichte werk voor van de hand van componist Jean-Luc Fafchamps met als titel Back to the Sound, en daarbij ook twee coherente recitalprogramma’s, bestaande uit een klassieke sonate en een of meerdere werken naar keuze. De jury bepaalde welk recitalprogramma de kandidaat moet uitvoeren.
Na het optreden van de laatste halvefinalist op 15 mei, maakte de jury deze twaalf finalisten bekend:
- Evgeni Bozhanov, Bulgarije
- Yury Favorin, Rusland
- Claire Huangci, Verenigde Staten

- Da Sol Kim, Z-Korea
- Kyu Yeon Kim, Z-Korea
- Tae-Hyung Kim, Z-Korea

- Denis Kozhukhin, Rusland
- Hannes Minnaar, Nederland
- Andrejs Osokins, Letland

- Jong-Hai Park, Z-Korea
- Takashi Sato, Japan
- Yekwon Sunwoo, Z-Korea

Opvallend is dat alle vijf Zuid-Koreaanse halvefinalisten ook de finale haalden. Ook het plichtwerk werd gecomponeerd door een Koreaanse componist. Volgens Gustav Alink die over een database van 50 000 pianisten beschikt, roepen Aziatische pianisten eerder bewondering op dan dat ze bij het spelen de toehoorders kippenvel bezorgen. Volgens hem is hun technische kunnen vaak veel groter dan hun interpretatieve oorspronkelijkheid.

## Finale

### Toelichting
De finale vond plaats in de week van 24 tot 29 mei 2010. De einduitslag werd op zaterdag 29 mei in de late avond na het optreden van de laatste finalist bekendgemaakt. Aan de eerste prijs is naast internationale bekendheid een geldprijs van € 25.000 verbonden, alsook talrijke concerten en een cd-opname.
Elke finalist vertolkte naar keuze een sonate van Joseph Haydn, Wolfgang Amadeus Mozart, Ludwig van Beethoven of Franz Schubert. Daarna vertolkte men een speciaal voor dit concours gecomponeerde compositie met orkestbegeleiding. Elke finalist kreeg één week de tijd om dit werk in te studeren in de Muziekkapel Koningin Elisabeth te Waterloo. Het plichtwerk voor piano en orkest met als titel Target werd gecomponeerd door de 23-jarige Koreaanse componist Jeon Minje. Dit werk bracht de eerste finalist Yuri Favorin voor het eerst ten gehore op maandag 24 mei 2010. Volgens kenners is de compositie ietwat verrassend omdat je voor een dergelijk werk verwacht dat de piano er een hoofdrol in speelt. Dit is niet het geval. Het orkest en de piano vormen eerder één groot percussie-instrument. De pianist moet daarvoor in samenspraak gaan met de orkestmusici en over voldoende ritmisch gevoel en kleurenrijkdom beschikken.
Afsluitend bracht elke finalist een pianoconcerto naar keuze. In deze editie stond het begeleidend Nationaal Orkest van België onder leiding van Marin Alsop.
Deze wedstrijd wordt actief gesteund door het Belgisch koningshuis mede onder de vorm van hun zichtbare aanwezigheid tijdens de finaleweek. De eerste prijs wordt ook Grote Prijs Koningin Fabiola van België genoemd.

### Volgorde van optreden
- Maandag 24 mei : Yuri Favorin (Rusland - 23 jaar) en Kim Da Sol (Zuid-Korea - 21 jaar),
- Dinsdag 25 mei : Park Jong-Hai (Zuid-Korea - 19 jaar) en Sunwoo Yekwon (Zuid-Korea - 21 jaar),
- Woensdag 26 mei : Hannes Minnaar (Nederland - 25 jaar) en Takashi Sato (Japan - 26 jaar),
- Donderdag 27 mei : Andrejs Osokins (Letland - 25 ans) en Kim Tae-Hyung (Zuid-Korea - 25 jaar),
- Vrijdag 28 mei : Kim Kyu Yeon (Zuid-Korea - 24 jaar) en Evgeni Bozhanov (Bulgarije - 26 jaar),
- Zaterdag 29 mei : Claire Huangci (VS - 20 jaar) en Denis Kozhukhin (Rusland - 23 jaar).

### Uitgevoerde werken
Naast het opgelegde werk "Target" brachten de finalisten deze sonates en pianoconcertos:
| Finalist        | Sonate                                                      | Concerto                                   |
| --------------- | ----------------------------------------------------------- | ------------------------------------------ |
| Joeri Favorin   | Beethoven: Sonate nr. 29 in Bes, opus 106 ("Hammerklavier") | Liszt: Concerto nr. 1 in Es                |
| Kim Da Sol      | Haydn: Sonate in E Hob. XVI:31                              | Brahms: Concerto nr. 1 in d, opus 15       |
| Park Jong-Hai   | Schubert: Sonate in a, opus 143 (D.784)                     | Prokofjev: Concerto nr. 3 in C, opus 26    |
| Sunwoo Yekwon   | Beethoven: Sonate nr. 24 in Fis, op. 78                     | Rachmaninov: Concerto nr. 3 in d, opus 30  |
| Hannes Minnaar  | Beethoven: Sonate nr. 7 in D, opus 10/3                     | Saint-Saëns: Concerto nr. 5 in F, opus 103 |
| Takashi Sato    | Schubert: Sonate in A, D.959                                | Prokofjev: Concerto nr. 1 in Des, opus 10  |
| Andrejs Osokins | Mozart: Sonate nr. 5 in G, KV283                            | Prokofjev: Concerto nr. 3                  |
| Kim Tae-Hyung   | Beethoven: Sonate nr. 6 in F, opus 10/2                     | Brahms: Concerto nr. 1                     |
| Kim Kyu Yeon    | Beethoven: Sonate nr. 31 in As, opus 110                    | Prokofjev: Concerto nr. 2 in g, opus 16    |
| Evgeni Bozhanov | Beethoven: Sonate nr. 18 in Es, opus 31/3                   | Rachmaninov: Concerto nr. 2 in c, opus 18  |
| Claire Huangci  | Beethoven: Sonate nr. 21 in C, opus 53                      | Prokofjev: Concerto nr. 2                  |
| Denis Kozhukhin | Haydn: Sonate in Es Hob. XVI:49                             | Prokofjev: Concerto nr. 2                  |

### Rangschikking der finalisten
- Eerste prijs, Grote Internationale Prijs Koningin Elisabeth, Prijs Koningin Fabiola (25 000 euro): Denis Kozhukhin
- Tweede prijs: Prijs van de Belgische Federale Regering, Prijs Arthur De Greef (20 000 euro): Evgeni Bozhanov
- Derde prijs, Prijs van Graaf de Launoit (17 000 euro): Hannes Minnaar
- Vierde prijs, Prijs van de Gemeenschapsregeringen van België (dit jaar aangeboden door de Duitstalige Gemeenschap, 12 500 euro): Yury Favorin
- Vijfde prijs, Prijs van het Brussels Hoofdstedelijk Gewest (10 000 euro): Tae-Hyung Kim
- Zesde prijs, Prijs van de Stad Brussel (7000 euro): Da Sol Kim
- Niet-gerangschikte laureaten, bedragen aangeboden door de Nationale Loterij (4000 euro): geen meegedeelde rangschikking.

## Overige prijzen
Bij elke wedstrijd reikten Klara en Canvas een publieksprijs uit ter waarde van € 2500. De prijs werd toegekend aan de finalist die door het publiek het hoogst werd gequoteerd. Voorheen heette deze prijs de Daniel Sternefeldprijs. De publieksprijs ging ook naar Denis Kozhukhin.
De publieksprijs van de luisteraars van de RTBF is vanaf 2009 van naam veranderd. De oude benaming Prix Jacques Stehman is gewijzigd in Prix Musiq'3. 
Begin juni verschijnt er een cd-box met een aantal opmerkelijke uitvoeringen tijdens het concours. In de maand juni 2010 gaat er een slotconcert door met de drie eerste prijswinnaars als solist.

## Commentaar bij de rangschikking der finalisten
De Koreaanse pianist Tae Hyung Kim bewees door zijn uitvoering op 28 mei bij de finale van het plichtwerk en het concerto van Brahms een zeer begaafd pianist te zijn. Kenners loofden unaniem zijn speelstijl en maturiteit en gaven hem al een eerste prijs. Deze pianist weerlegt de alomgevestigde mening dat de Aziaten uitmunten in technisch kunnen en interpretatieve oorspronkelijkheid missen. Sommige commentatoren konden zich niet vinden in de tweede plaats van Evgeni Bozhanov vanwege zijn zwakke prestatie in het Rachmaninov-concerto. Anderen vonden dat de Koreaan Tae Hyung Kim een betere plaats in de rangschikking verdiende. Iedereen, ook het publiek in de zaal, ging akkoord met de rangschikking van de winnaar en de tweede plaats. Deze werden na hun uitvoering door het publiek bedacht met een staande ovatie.
Kenners vonden dat diegene die het meest integer met muziek omging in deze wedstrijd daarvoor werd beloond met een mooie plaats in de rangschikking. Daarbij gaf Kozhukhin een les in eenvoud bij de sober en smaakvol gespeelde sonate van Haydn met goed gedoseerde pianistieke middelen. In het pianoconcerto van Prokofjev dat hij met veel zin voor relativering bracht, communiceerde Kozhukhin ook verfijnd met het orkest.
Volgens Elise Simoens in De Standaard van 31 mei 2010 koos de jury, in tegenstelling tot de glitterboy Ray Chen van vorig jaar, voor een muzikaal interessante en veelbelovende persoonlijkheid.

## De wedstrijd in de media
Katelijne Boon gaf tijdens de finaleweek commentaar en leidt het debat voor Canvas. Zij werd geassisteerd door Thomas Vanderveken en Evita Nossent die zorgen voor korte interviews en reacties. Fred Brouwers commentarieert de wedstrijd voor Klara. De aankondiging van het programma werd in real time gedaan door Marlène de Wouters.

Voor deze wedstrijd gaat men niet meer twitteren, de blog en facebook blijven gehandhaafd. Katelijne Boon zegt in dit verband: Normaal is presenteren een anonieme job. Maar door de nieuwe media stromen de suggesties en reacties van de kijkers/luisteraars binnen, en dat is fantastisch om mee te maken. In het gesprekspanel tijdens de finale komt Christiaan Kuyvenhoven, de laureaat van het Lisztconcours op bezoek samen met twee pianisten van eigen bodem. Mark Erkens en Peter Ritzen zorgden voor controverse en moeten voor discussiestof zorgen.

## De jury
De samenstelling van de jury kan van ronde tot ronde verschillen, maar de juryleden wonen telkens de hele ronde bij waarvoor ze gevraagd zijn. Sommige juryleden waren laureaat van vorige wedstrijden. Aan het eind van elke ronde overhandigt elk jurylid zijn of haar punten voor alle kandidaten aan de gerechtsdeurwaarder. De juryleden stemmen niet voor hun eigen leerlingen en er vindt achteraf geen beraadslaging plaats.
Arie Van Lysebeth fungeert als voorzitter van de jury. Verder nemen deel aan de stemming: Abdel Rahman El Bacha, Fou Ts'ong, Valentin Gheorghiu, David Lively, Minoru Nojima, Cécile Ousset, Menahem Pressler, Anne Queffélec, Peter Rösel, Staffan Scheja, Tamás Vásáry, Eliso Virsaladze en Boyan Vodenitcharov.